# Callilepis (Asteraceae)
Callilepis là một chi thực vật có hoa trong họ Cúc (Asteraceae).

## Loài
Chi Callilepis gồm các loài:
- Callilepis caerulea (Hutch.) Leins – ox-eye daisy – Soutpansberg, Limpopo
- Callilepis corymbosa P.P.J.Herman & Koek.
- Callilepis glabra DC.
- Callilepis lancifolia Burtt Davy – Limpopo
- Callilepis laureola DC. – ox-eye daisy, black-eyed susan, marguerite  – Limpopo, KwaZulu-Natal, Free State, Swaziland, Cape Province
- Callilepis leptophylla Harv. – wild daisy – Limpopo, KwaZulu-Natal, Swaziland
- Callilepis nepotiana P.P.J.Herman
- Callilepis normae P.P.J.Herman & Koek.
- Callilepis retiefiae P.P.J.Herman
- Callilepis salicifolia Oliv. – Limpopo, KwaZulu-Natal, Swaziland